# 샹그릴라
샹그릴라(Shangri-La)는 제임스 힐튼이 쓴 《잃어버린 지평선》(Lost Horizon, 1933)이라는 작품에 나오는 가공의 장소이다.
쿤룬산맥(Kunlun Mountains)의 서쪽 끝자락에 있는 숨겨진 장소에 소재하는 신비롭고 평화로운 계곡, 영원한 행복을 누릴 수 있고 외부로부터 단절된 히말라야의 유토피아로 묘사되었다. 소설이 대중적인 인기를 얻고 시간이 흐르면서 이 말은 지상의 어딘가에 존재하는 천국을 가리키는 보통명사가 되었다. 샹그릴라 사람들은 평균적인 수명을 훨씬 뛰어넘어 거의 불사(不死)의 삶을 살 수 있다고 한다. 이 말은 상상에서 우러난 동양(Orient)에 대한 이국적 호기심(Exoticism)을 담고 있다. 샹그릴라 이야기는 티베트 불교에 전승되는 신비의 도시 샹바라(Shambhala, 香巴拉)에 기초하고 있다.

## 어원
티베트의 Shang(ཞང་, Tashilhunpo의 북쪽에 있는 Tsang지역)이라는 말과 산을 의미하는 རི이라는 말, 그리고 고개란 뜻의 ལ 을 합친 것이다.

## 위치

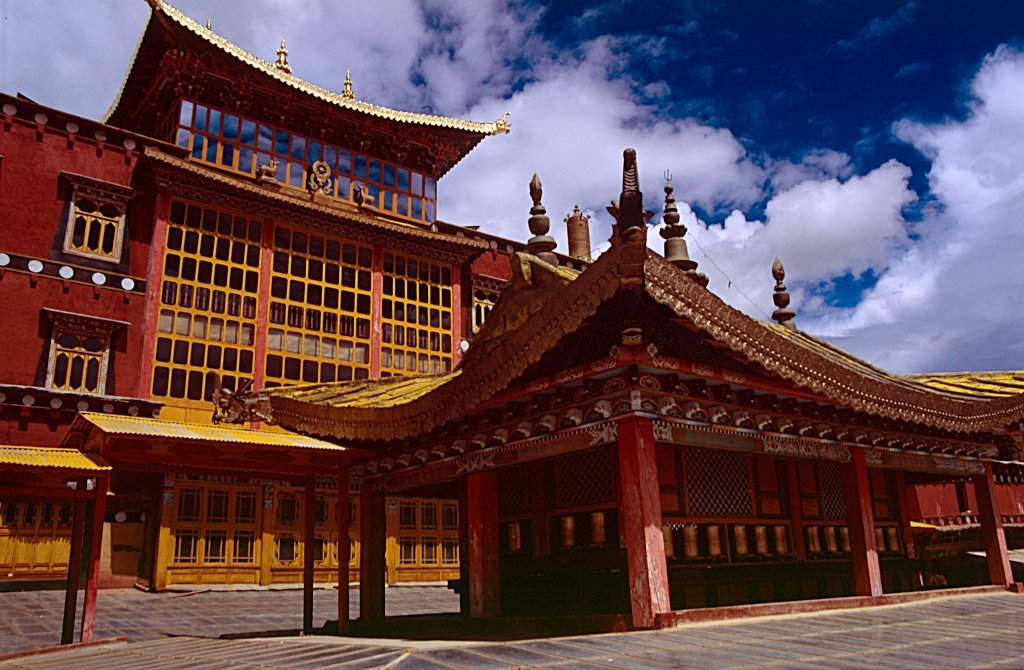
샹그릴라(香格里拉)의 한 사찰

북 인도와 티베트 사이에 있는 히말라야의 몇 군데가 소설 속의 장소라는 주장이 있다. 주로 관광객 유치가 목적이다. 중국은 윈난성(雲南省)의 중뎬(中甸, 중점, Zhongdian)을 2001년 샹그릴라(중국어 정체자: 香格里拉, 병음: Xiānggélǐlā)라고 개명하는 등 국제적인 관광도시로 개발하고 있다. 샹그릴라 계곡에 대한 또 다른 단서를 주는 것은 티베트의 쿤룬 산맥이다.
중국 진대(晋代)사람인 도잠(陶潛, 자는 연명 淵明, 영어로는 Tao Qian)의 《도화원기》(桃花源記, Story of the Peach Blossom Valley)에 샹그릴라와 비슷한 무릉도원(武陵桃源, 또는 도원경 桃源境)에 관한 이야기가 나온다.

## 쓰임새

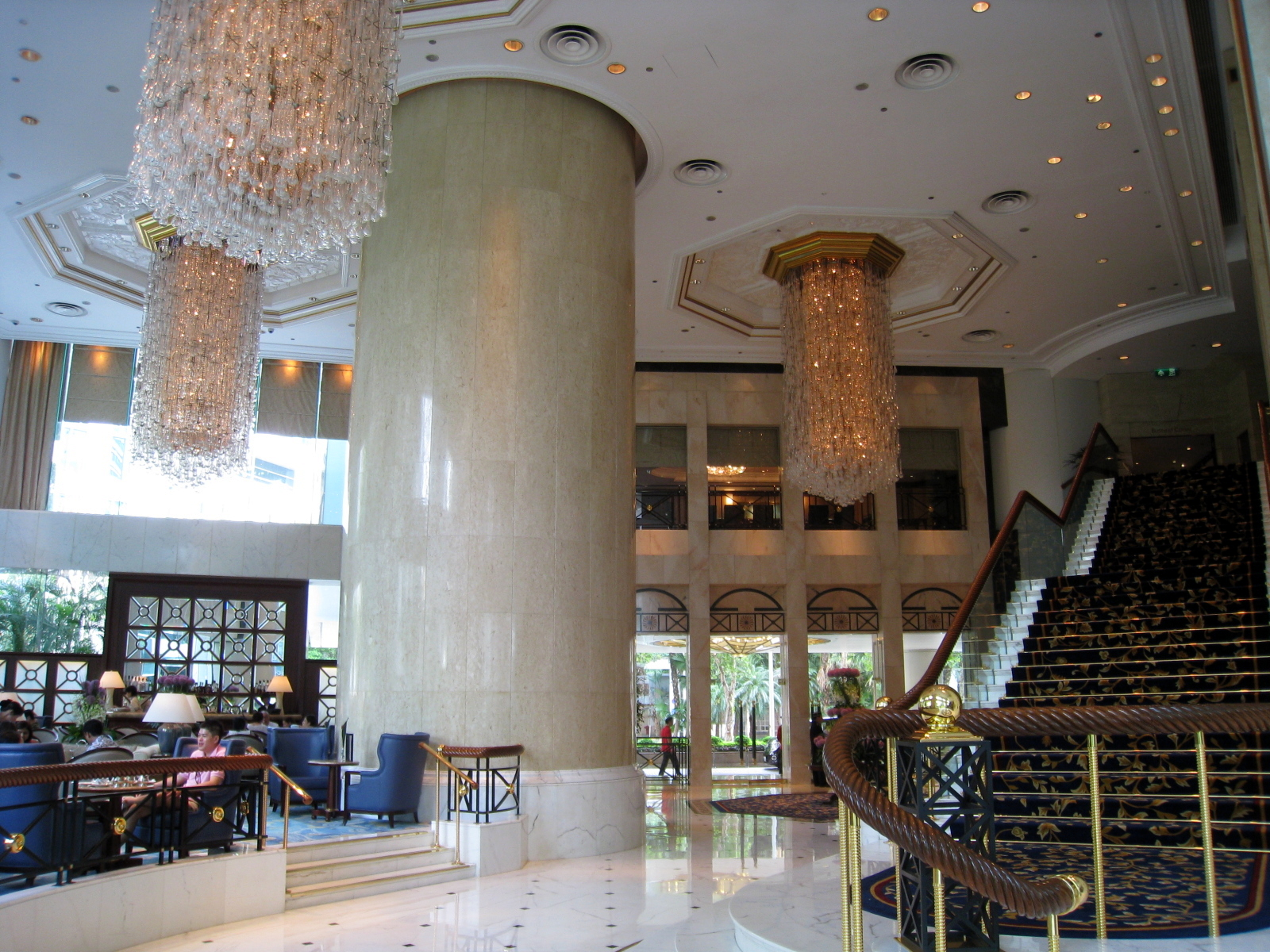
홍콩 Island Shangri-La Hotel
로비

1933년 소설이 발표되고 영화로도 만들어지면서, 비슷한 유사 전설들이 생겨난 가운데, 특히 나치가 고대 북유럽인종(nordic)의 기원을 찾는 일과 관련하여 샹그릴라에 대해 관심을 보였다. 1938년 에른스트 섀퍼(Ernst Schäfer)를 단장으로 조사단을 파견하기도 했다.
1942년 미국의 프랭클린 D. 루스벨트 대통령이 지금은 캠프 데이비드(Camp David)로 불리는 대통령의 휴양지를 샹그릴라로 명명했다. 또한 그 해 4월, 항공모함 호넷호(Hornet)에서 발진한 미국의 폭격기가 일본의 주요도시를 공격하였는데, 당시 항공 기술수준으로 일본은 미 본토로부터 멀리 떨어진 곳이었기 때문에 일본을 폭격한 폭격기가 과연 어디서 출발했는지를 많은 사람들이 궁금해했다. 마침 그 질문을 받은 루스벨트가 샹그릴라로부터 날아갔다고 답변했고, 이 익살에 장단을 맞춰 에식스급 항공모함 20번함에 샹그릴라(USS Shangri-La)라는 이름이 (정식으로) 붙여졌다.
1937년에 텍사스의 저명한 자선가 루처 스타크(Lutcher Stark)가 텍사스주 오렌지(orange)에 샹그릴라를 지었다. 사이프러스 택지를 따라서 진달래가 아름답게 피어있는 정원을 보기 위해 많은 사람들이 그곳을 방문하였고 정원에 관한 잡지들이 그곳을 담은 사진을 출판하였다. 1958년 강한 폭풍이 동부 텍사스를 강타하여 진달래를 망가뜨리는바람에 정원은 영영 문을 닫고 말았다.
셀 수도 없이 많은 카페, 음식점 등이 샹그릴라라는 이름을 가지고 있다. 호텔로는 샹그릴라 호텔(Shangri-La Hotels and Resorts, 홍콩에 본사를 둔 호텔 체인, 1971년 싱가폴에서 시작하여 전 세계 주요 도시에 55개의 호텔을 보유하고 있음)이 유명하다.

## 같이 보기
- 제임스 힐튼